# Musée Rodin de Meudon

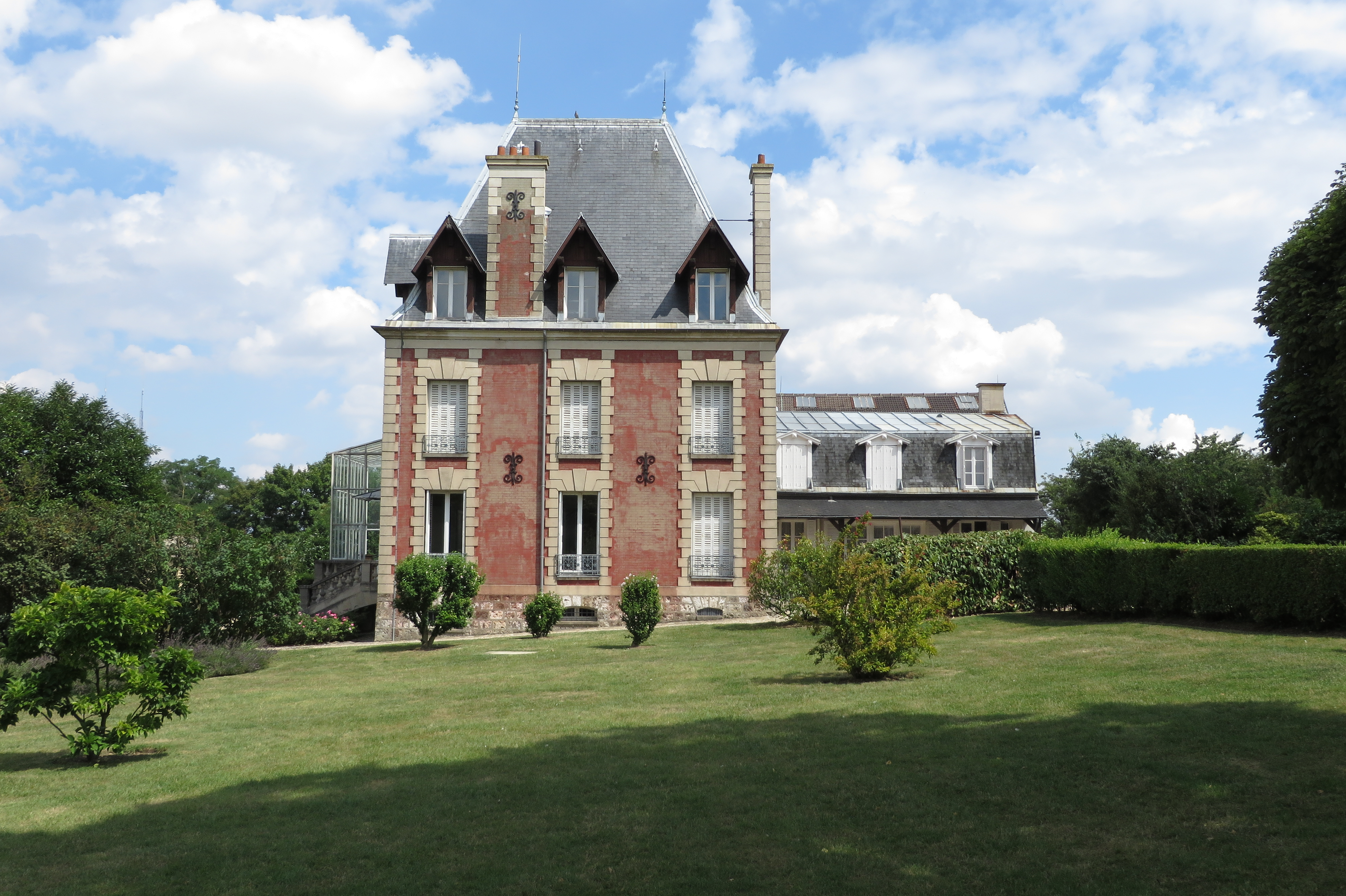
Die Villa des Brillants, ehemaliges Wohnhaus Rodins

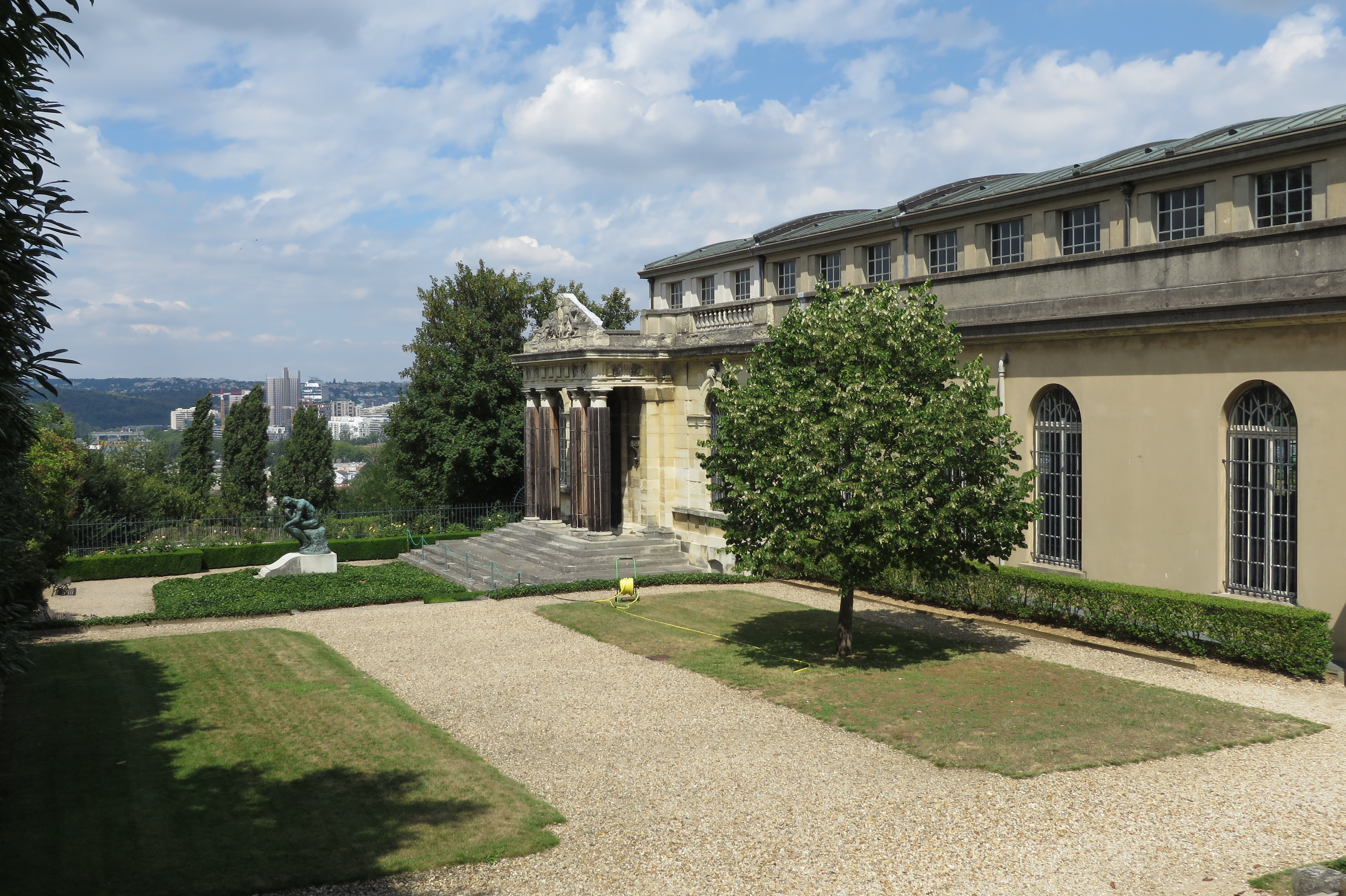
Atelier und Grab (links)

Das Musée Rodin de Meudon ist ein dem Werk des französischen Bildhauers Auguste Rodin gewidmetes Museum in Meudon, südwestlich von Paris. 
Das Haus im Stil Louis-treize wurde am 19. Dezember 1895 von Rodin gekauft, um dort – neben den Studios in Paris – seiner kreativen Arbeit nachgehen zu können. Am 17. November 1917 starb Auguste Rodin in Meudon. Am 24. November wurde er im Park seines Anwesens in Meudon neben seiner Frau Rose Beuret beigesetzt. Heute dient das Gelände als Museum, das viele Studien seiner Werke im großen Atelier sowie Teile seines Wohnhauses zeigt.

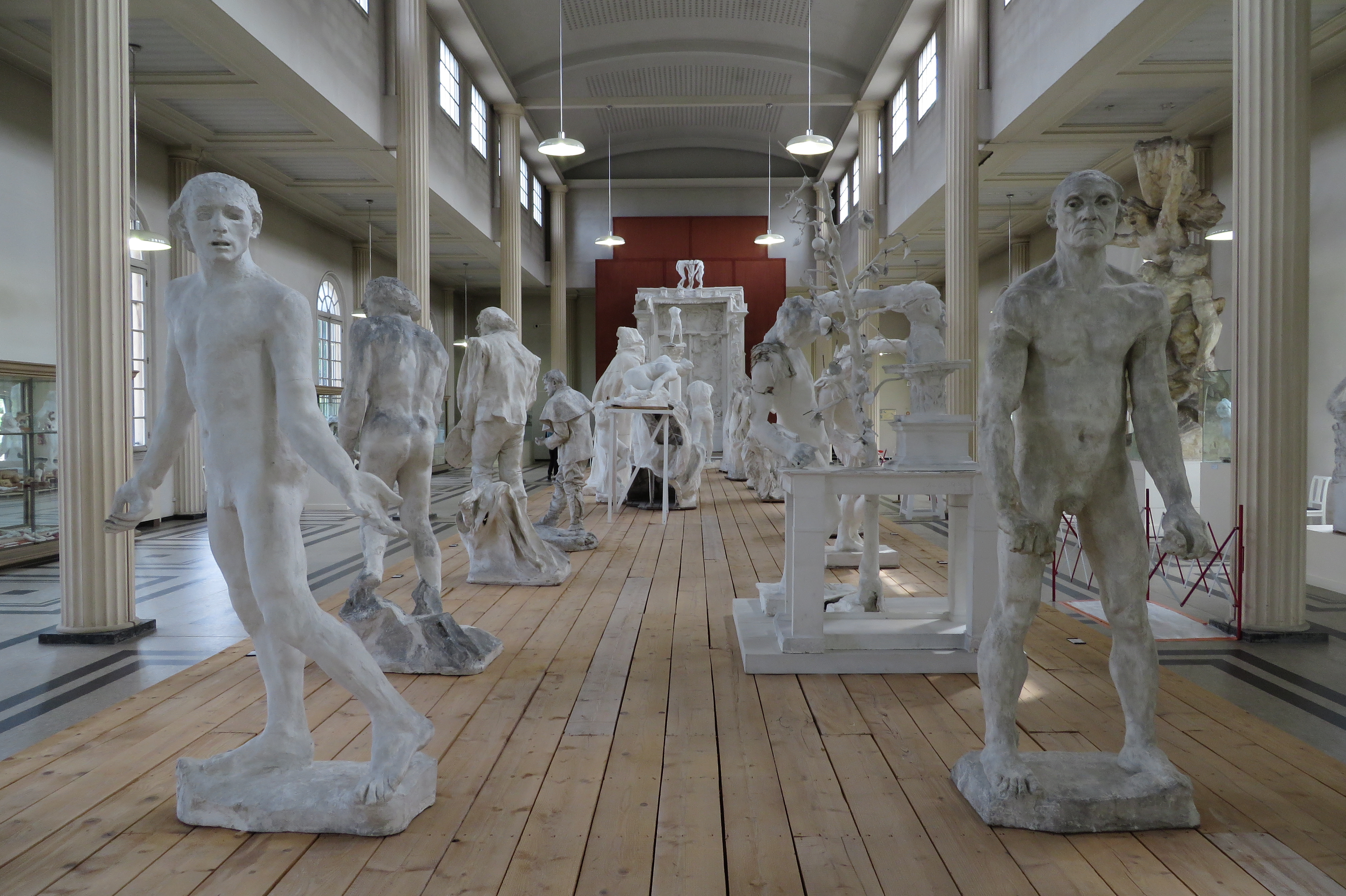
Atelier
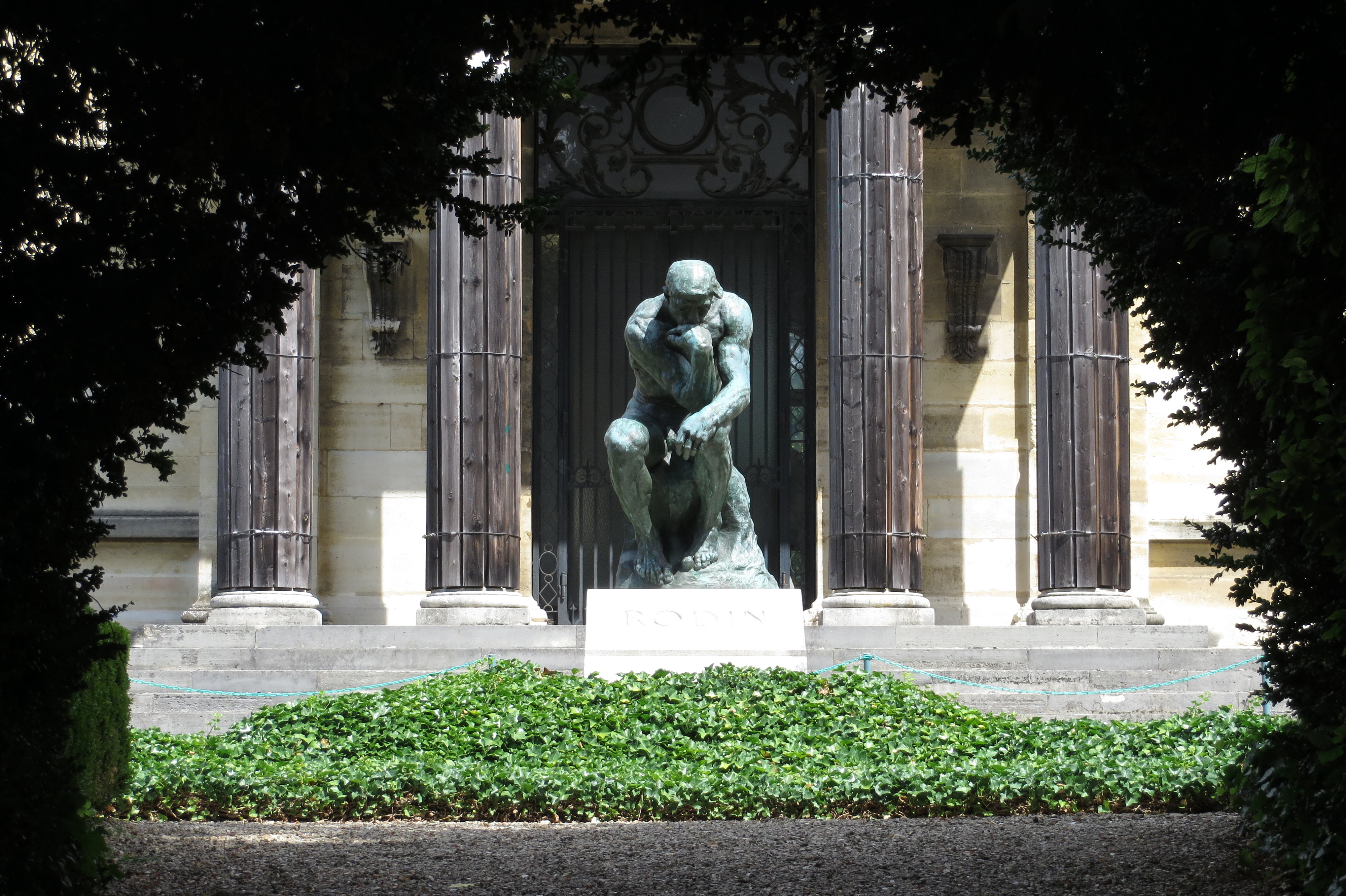
Grabstelle
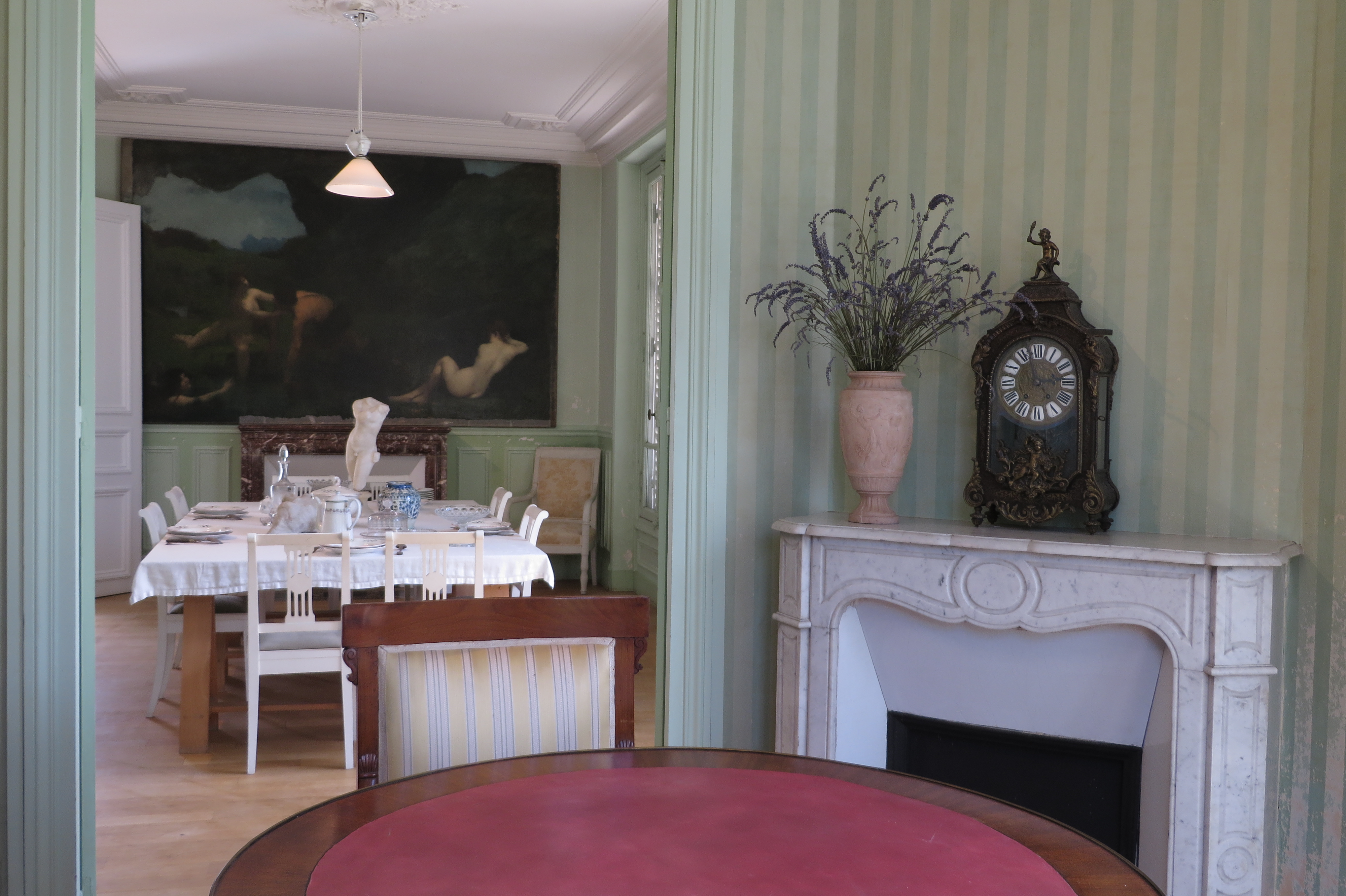
Wohnhaus